# 람선 봉기

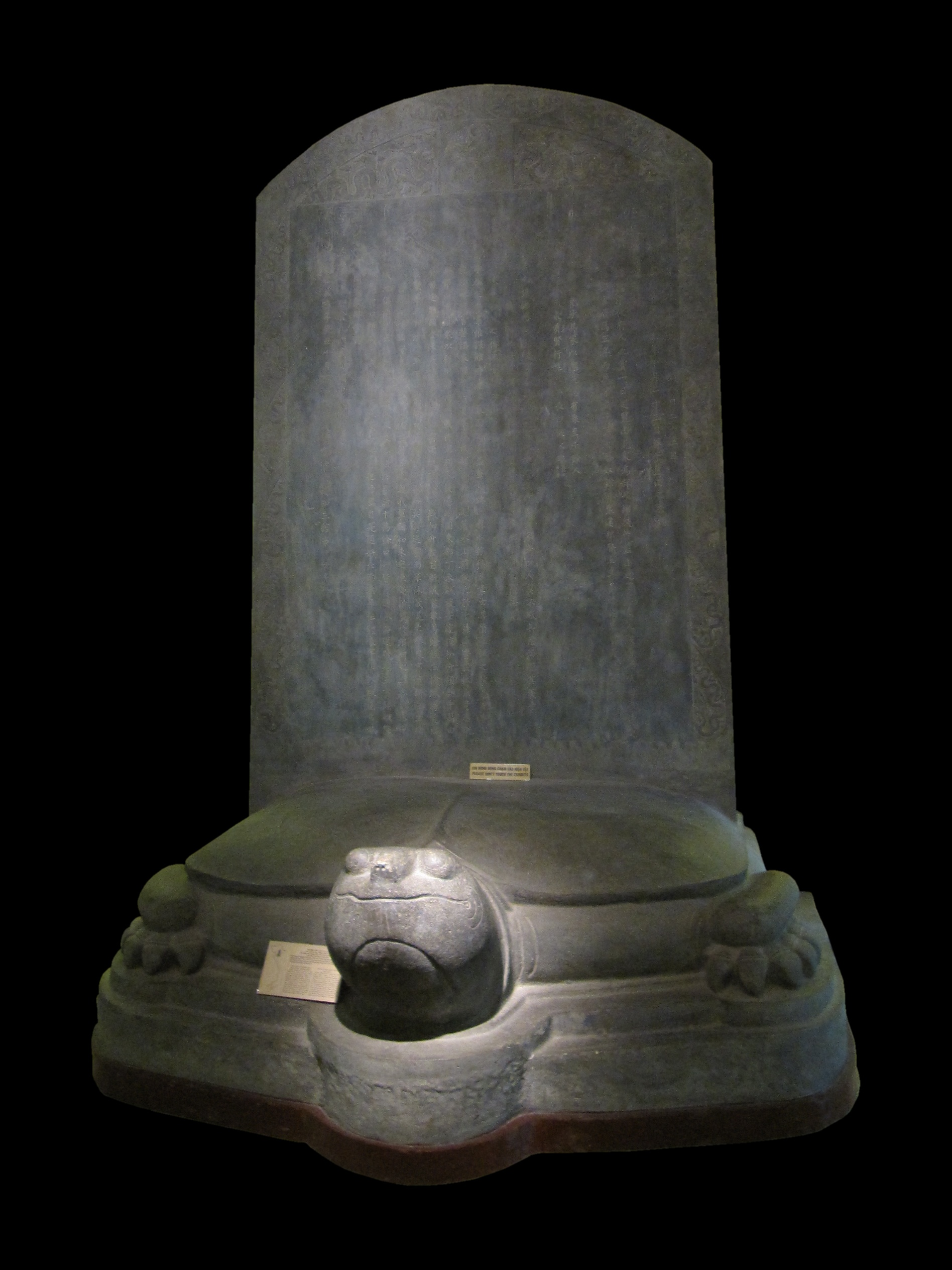
호안끼엠의 사건을 기록한 비석

람선 봉기는 명나라의 지배를 받던 베트남의 레러이가 봉기하여 베트남 지역을 중국의 지배 하에서 해방시킨 사건이다.

## 배경
1400년까지 베트남은 쩐 왕조의 통치를 받고 있었다. 그러던 중, 쩐 왕조의 호꾸이리 장군이 군사력을 장악한 후 반란을 일으켜 자신이 직접 왕위에 올랐으며, 쩐 왕족들을 대부분 학살하였다. 살아남은 쩐 왕가의 잔존 세력은 명나라의 영락제에게 원병을 청했고, 영락제는 이 요청을 받아들여 베트남에 대군을 파병하여 쩐 왕조를 복구시키려 하였다. 명나라의 군대는 성공적으로 호꾸이리 장군이 세운 호 왕조를 거꾸러뜨린 후 쩐 왕조의 재건을 꾀했으나, 전쟁 도중 쩐 왕조의 후손들이 모두 죽어 왕실의 대가 끊기면서 이 기회에 아예 베트남을 중국의 통치 하에 두기로 결정하였다.
명나라 조정은 베트남 지역에 혹독한 약탈 정책과 식민화 정책을 동시에 시행했다. 비취옥, 황금, 전통 회화들이 대거 중국으로 반출되었고, 장인들은 중국으로 끌려갔다. 베트남에서 출판된 서적들이나 예술 작품들은 한 부만을 남기고 모두 불탔으며, 베트남인들이 제작한 문학 작품들이 대량으로 손실되거나 사라졌다. 이 때 레러이는 명나라 병사들에 의해 베트남 마을이 불타는 모습을 보고 반란을 일으켜 베트남인들을 해방시킬 것을 결심했다고 한다.
명나라가 수도를 포함한 일부 지역들의 치안을 유지하고 행정 업무를 보기는 했으나, 여전히 베트남의 지방 지역들과 시골에는 거주민들의 심각한 반발로 인하여 거의 행정력이 미치지 못하던 상태였다. 이 때 1407년과 1413년에 반란이 일어났으나, 이 봉기들은 모두 실패로 돌아가고 말았다.

## 봉기
레러이는 1418년 2월, 새해 바로 다음 날부터 반란을 준비하기 시작하였다. 레러이는 출신 지역이었던 탄호아에서 유력 가문들의 지지를 받고 있었는데, 가장 대표적인 가문이 응우옌 가문이었다. 레러이는 쩐 왕조의 재건을 기치로 내세우며 반란을 일으켰고, 옛 왕의 친척을 새 왕으로 내세워 정통성을 확보하려 하였다. 하지만 이 친척은 얼마 후에 끌어내려졌고, 레러이가 전면적인 반란의 지도자로 추대되었다.
반란은 초기에 연승을 거두며 승기를 잡아나가기 시작했다. 하지만 레러이의 군대가 근거지인 탄호아 지방에서는 명나라 군대에게 승리하였다해도, 명나라와 전면전을 벌여 승리할 정도의 군세는 되지 못하였다. 결국 레러이는 게릴라전을 통하여 명나라를 쫓아내기로 결심하고, 산악 지대를 중심으로 전투를 펼쳤다.
이 당시의 영웅담은 레러이의 부하였던 레라이에 대한 이야기이다. 어느 날 레러이와 그의 군대가 명나라 대군에 둘러싸인 채로 산봉우리 위에 갇혀 궁지에 몰리게 되었다. 그러자 레라이는 자신이 레러이의 옷을 입고 명나라 군대를 혼란시키겠다고 제안하였고, 그 틈을 타 본진과 레러이가 빠져나갈 것을 권유하였다. 레러이는 이 안을 따랐고, 레라이가 명나라 군대에게 돌격하며 시간을 벌어준 덕분에 안전하게 도망칠 수 있었다고 한다.
한편 레러이는 명나라 이외에도 또다른 적이 있었는데, 이들은 바로 라오스 지방의 소수민족들이었다. 이 민족들은 중국의 지배를 받고 있었고, 레러이에게 적대심을 품고 있었다. 레러이의 군대는 산발적으로 흩어져 있는 소수민족들을 처리할 수는 있었으나, 한꺼번에 마주할 정도의 군사력을 가지고 있지 못하였다. 결국 이들은 소수민족들을 피하기 위해 산악 지대로 숨어 다녀야 했으며, 이로 인해 끊임없는 식량 부족에 시달렸기에 심지어 군마나 코끼리를 죽여 식량으로 써야 할 정도였다. 1422년에 상황이 급격히 악화되자 레러이는 명나라 군대와 평화협정을 맺었으나, 이후 상황이 호전되고 전열이 정비되자 1년 후에 이 협정을 깨고 전쟁을 재개하였다.
1427년에는 반란이 베트남 전역으로 번졌으며, 베트남의 명나라 주둔군은 대거 죽거나 사로잡혔다. 한편 명나라에 새로 즉위한 선덕제는 이 전쟁을 최대한 빨리 끝내고 싶어했으나, 그의 관료들은 일격을 가해 반란군들을 쓸어버릴 것을 주장하였다. 결국 선덕제는 이에 굴복하여 10만 명의 대군을 보내 반란을 진압하고자 하였다. 이 원정은 시작부터 명나라에게 불리하게 돌아갔다. 명나라 군대를 이끌던 유성 장군은 후퇴하는 베트남 군대를 보자, 아무 생각도 없이 이들을 쫓아 결국 군대의 본진과 분리되었고, 베트남 군대에 포위된 후 목이 잘려 효수되었다. 또한 레러이의 수하들의 거짓 항복으로 인해 명나라 군대는 잘못된 정보들을 기반으로 한 전략들을 세웠고, 하노이 지방으로 들어가 대패를 당하는 등 연일 참혹한 패배를 이어갔다. 이 때 6만 명이 죽고 3만 명이 사로잡혔다고 한다.
명나라에 결정타를 입힌 것은 1426년에 일어난 똣동-쭉동 전투였다. 이후 1428년에 명나라는 패배를 시인할 수 밖에 없었다. 레러이는 사로잡힌 명나라 병사들과 관리들을 죽이는 대신 식량과 옷을 공급하여 명나라로 배를 통하여 실어보냈다. 이후 레러이는 왕위에 올라 레 왕조를 세웠고, 이 왕조는 이후 18세기까지 베트남을 지배하게 된다.

## 호안끼엠호의 전설
전설에 의하면 1428년 초에 레러이가 명나라와의 전쟁을 끝내고 호안끼엠호(還劍湖, 환검호)에서 배를 타고 있던 동안, 황금 거북이 나타나 자신의 검을 돌려달라고 했다고 한다. 당시 레러이는 용왕이 내려주었던 마법 검을 쓰고 있었고, 거북이 검을 돌려달라고 하자 원래 검의 주인에게 돌려준다는 마음으로 검을 호수에 던졌다고 한다. 이후 레러이는 이 호수의 이름을 '호안끼엠' 즉 검을 돌려준 호수라는 이름을 붙였다.